# Liste der Bodendenkmäler in Nennslingen
Auf dieser Seite sind die Bodendenkmäler in dem mittelfränkischen Markt Nennslingen zusammengestellt. Diese Tabelle ist eine Teilliste der Liste der Bodendenkmäler in Bayern. Grundlage ist die Bayerische Denkmalliste, die auf Basis des Bayerischen Denkmalschutzgesetzes vom 1. Oktober 1973 erstmals erstellt wurde und seither durch das Bayerische Landesamt für Denkmalpflege geführt wird. Die folgenden Angaben ersetzen nicht die rechtsverbindliche Auskunft der Denkmalschutzbehörde.

## Bodendenkmäler in Nennslingen
| Lage                   | Objekt | Akten-Nr.     | Bild           |
| ---------------------- | --- | ------------- | -------------- |
| Nennslingen (Standort) | Grabhügel und Brandgräber der Hallstattzeit.                                                                                               | D-5-6932-0134 |                |
| Nennslingen (Standort) | Siedlung des Neolithikums und der Bronze,- Hallstatt- und Latènezeit.                                                                      | D-5-6932-0135 |                |
| Nennslingen (Standort) | Neolithische Siedlung. | D-5-6932-0136 |                |
| Nennslingen (Standort) | Abgegangene Kapelle mit Friedhof des 14.–16. Jahrhunderts.                                                                                 | D-5-6932-0138 |                |
| Nennslingen (Standort) | Untertägige Bestandteile und Vorgängerbauten der Evang.-Luth. Pfarrkirche Beatae Mariae Virginis und Körpergräber des frühen Mittelalters. | D-5-6932-0139 | weitere Bilder |
| Nennslingen (Standort) | Mittelalterlicher Burgstall. | D-5-6932-0142 |                |
| Nennslingen (Standort) | Grabhügelfeld vorgeschichtlicher Zeitstellung.                                                                                             | D-5-6932-0143 |                |
| Nennslingen (Standort) | Neolithische Siedlung. | D-5-6932-0145 |                |
| Nennslingen (Standort) | Siedlung des Neolithikums, der Latènezeit und des Mittelalters sowie Grabhügel der Hallstattzeit.                                          | D-5-6932-0146 |                |
| Nennslingen (Standort) | Siedlung vorgeschichtlicher Zeitstellung.                                                                                                  | D-5-6932-0147 |                |
| Nennslingen (Standort) | Siedlung des Neolithikums, der Urnenfelder- und der Latènezeit.                                                                            | D-5-6932-0225 |                |
| Nennslingen (Standort) | Siedlung der Stichbandkeramik und der Latènezeit.                                                                                          | D-5-6932-0350 |                |
| Nennslingen (Standort) | Bestattungsplatz der Bronzezeit sowie Viereckschanze und Siedlung der Latènezeit.                                                          | D-5-6933-0285 |                |
| Nennslingen (Standort) | Neolithische Siedlung. | D-5-6933-0286 |                |
| Nennslingen (Standort) | Schanze vor- und frühgeschichtlicher Zeitstellung.                                                                                         | D-5-6933-0288 |                |
| Nennslingen (Standort) | Grabhügel vorgeschichtlicher Zeitstellung.                                                                                                 | D-5-6933-0289 |                |
| Nennslingen (Standort) | Grabhügel vorgeschichtlicher Zeitstellung.                                                                                                 | D-5-6933-0293 |                |
| Nennslingen (Standort) | Grabhügel vorgeschichtlicher Zeitstellung und Siedlung des Neolithikums.                                                                   | D-5-6933-0294 |                |
| Nennslingen (Standort) | Rechteckige Schanze vor- und frühgeschichtlicher oder mittelalterlicher Zeitstellung.                                                      | D-5-6933-0295 |                |
| Nennslingen (Standort) | Untertägige Bestandteile der mittelalterlichen kath. Filialkirche St. Clemens.                                                             | D-5-6933-0320 | weitere Bilder |
| Nennslingen (Standort) | Vorgängerbau der Evang.-Luth. Filialkirche von Wengen.                                                                                     | D-5-6933-0322 | weitere Bilder |